# Plutonia albopalliata
Plutonia albopalliata is een slakkensoort uit de familie van de Vitrinidae. De wetenschappelijke naam van de soort is voor het eerst geldig gepubliceerd in 1986 door Groh & Hemmen.